# Landanspråk i Antarktis

Karta över landanspråk och forskningsbaser i Antarktis

Sju stater har gjort landanspråk i Antarktis från 1908 till 1942. Trots att dessa endast har inga praktisk betydelse idag ställer de till bekymmer för kartografer som försöker få med dem på sina kartor.
De flesta stater som har anlagt forskningsstationer på kontinenten har anlagt dem på landområden som man gör anspråk på. Artikel IV i Antarktisfördraget beskriver att dessa landanspråk inte påverkas av fördraget. Det fastställer också att inga nya anspråk kan göras, och att de befintliga anspråken inte kan utökas.
Inga formella krav på sektorn mellan 90° V och 150° V har gjorts. Alla anspråk har 60° S som nordlig gräns, utom Norges, som saknar uttalad nordlig gräns.

## Historiska anspråk

### Spanska anspråk
Enligt Argentina och Chile hade Spanien fordringar i Antarktis. Den så kallade Capitulación (styrelserätt) som beviljades conquistadoren Pedro Sánchez de la Hoz innefattade uttryckligen alla länder söder om Magellans sund (Terra Australis och Eldslandet och i förlängningen hela kontinenten Antarktis). Detta fördrag fastställde, enligt Argentina och Chile, att ett "animus occupandi" (förvärv av suveränitet) fanns från Spaniens sida i Antarktis. Spaniens suveränitetsanspråk över delar av Antarktis erkändes, enligt Chile och Argentina, internationellt med inter caetera-fördraget från 1493 och Tordesillasfördraget från 1494. Argentina och Chile betraktar dessa fördrag som lagliga internationella fördrag förmedlade av den katolska kyrkan, som vid den tiden var en erkänd domare i sådana frågor.

### Brittiska anspråk
Storbritannien hävdade suveränitet över Falklandsöarna i Sydatlanten 1833 och upprätthöll en kontinuerlig närvaro där. 1908 utökade den brittiska regeringen sina territoriella krav genom att deklarera överhöghet över Sydgeorgien, Sydorkneyöarna, Sydshetlandsöarna, Sydsandwichöarna och Graham Land, beläget i södra Atlanten och på den antarktiska kontinenten söder om 50˚ sydlig latitud, och mellan 20˚ västlig longitud och 80˚ västlig longitud. Alla dessa territorier administrerades som Falkland Islands Dependencies från Stanley på Falklandsöarna. Motiveringen för denna brittiska deklaration låg i behovet av att reglera och beskatta valfångstindustrin effektivt. Kommersiella valfångare kunde jaga val i områden utanför Falklandsöarnas officiella gränser och deras underlydande områden, och det fanns ett behov av att stänga detta kryphål.
År 1917 ändrades anspråkets formulering så att det entydigt inkluderar allt territorium i den sektor som sträcker sig till Sydpolen (och omfattar alltså det nuvarande brittiska antarktiska territoriet). Det nya anspråket täckte "alla öar och territorier mellan 20˚ västlig longitud och 50˚ västlig longitud som är belägna söder om 50˚ sydlig latitud; och alla öar och territorier mellan 50˚ västlig longitud och 80˚ västlig longitud som är belägen söder om 58˚ sydlig latitud".
Det var ambitionen för Leopold Amery, då underminister och statssekreterare för kolonierna, att Storbritannien skulle införliva hela kontinenten i imperiet. I en promemoria till generalguvernörerna för Australien och Nya Zeeland skrev han att "med undantag för Chile och Argentina och några karga öar som tillhör Frankrike ... är det önskvärt att hela Antarktis i slutändan bör inkluderas i det brittiska imperiet." Det första steget togs den 30 juli 1923, då den brittiska regeringen antog en resolution enligt British Settlements Act 1887, som definierade de nya gränserna för Ross Dependency - "den delen av Hans Majestäts dominioner i Antarktiska oceanen, som omfattar alla öar och territorier mellan 160˚ östlig longitud och 150˚ västlig longitud som ligger söder om 60˚ sydlig latitud ska kallas Ross Dependency". Den brittiska regeringen fortsatte sedan med att utse generalguvernören och överbefälhavaren i Nya Zeeland till guvernör för territoriet.
År 1930 gjorde Storbritannien anspråk på Enderby Land. 1933 överförde en brittisk imperialordning territorium söder om 60˚ sydlig bredd mellan meridianerna 160° öster och 45° öster till Australien som Australiska Antarktis.
För att motarbeta tyska, argentinska och chilenska anspråk i Antarktis satte den brittiska flottan och Colonial Office igång med Operation Tabarin år 1943. Med operationen ville man etablera en permanent brittisk närvaro i  Antarktis.

### Argentinska anspråk

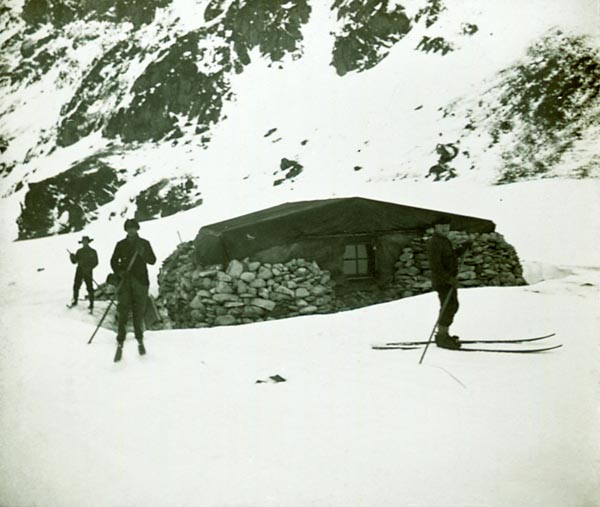
Omond House byggdes 1904 av Scottish National Antarctic Expedition som den första permanenta basen i Antarktis. Den såldes senare till Argentina.

Vid sin självständighet på tidigt 1800-tal baserade sydamerikanska nationer sina gränser på principen "uti possidetis iuris". Det betydde att det inte fanns något land utan en härskare. Chile and Argentina tillämpade detta i Antarktis och citerade påvebullan Inter caetera bull från 1493 och Tordesillasfördraget från 1494. Argentina och Chile betraktade dessa fördrag som bindande internationella traktat förmedlade av den katolska kyrkan som på den tiden erkändes som domare i sådana sammanhang.

### Ecuadorianska anspråk
År 1967 deklarerade Ecuador sin överhöghet för ett område mellan 84°30' W och 95°30' W. Anspråket ratificerades 1987.

### Andra länders anspråk
- Tyskland: 20° Ö till 10° V; överlappade det norska området; deklarerat 1939 - 1945 som Neu Schwabenland.
- Sydafrika: upprätthölls 1963 - 1994.

## Nuvarande anspråk
- Argentina: Argentinska Antarktis 25° V till 74° V; överlappar Chiles och Storbritanniens anspråk; utropat 1943.
- Australien: Australiska Antarktis 160° Ö till 142° Ö och 136° Ö till 45° Ö; proklamerat 1933.
- Brasilien: 28° V till 53° V; överlappar de argentinska, brittiska och chilenska anspråken; utropat som intressezon 1986.
- Chile: Chilenska Antarktis 53° V till 90° V; överlappar de argentinska och brittiska anspråken; utropat 1940.
- Frankrike: Adélieland och Franska sydterritorierna 142° Ö till 136° Ö; utropat 1924.
- Norge: Norska Antarktis 45° Ö till 20° Ö; ianspråktaget 1939.
- Nya Zeeland: Ross Dependency 150° Ö till 160° Ö; utropat 1923.
- Storbritannien: Brittiska Antarktis 20° V till 80° V; överlappar de argentinska och chilenska anspråken; utropat 1908.